# فرودگاه سچففرویلل
فرودگاه سچففرویلل (به انگلیسی: Schefferville Airport) یک فرودگاه همگانی با کد یاتا YKL است که یک باند فرود آسفالت دارد و طول باند آن ۱۵۲۴ متر است. این فرودگاه در کشور کانادا قرار دارد و در ارتفاع ۵۲۱ متری از سطح دریا واقع شده است.

## شرکت‌های هواپیمایی و مقصدهای پروازی
| شرکت‌های هواپیمایی | مقصدهای پروازی                                                                                                |
| ----------------- | --- |
| ایر اینویت        | کانگیکسویواک، کانگیرسوک، کویواک، مونترآل-پییر الیوت ترودو، کواگتاگ، ژان لوساژ شهر کبک، سللویت، سپت‌ائیلس، وابش |
| پروونشل ایرلاینز  | وابش |